# Weisswandspitze
La Weißwandspitze ou Parete Bianca est une montagne qui s’élève à 3 016 ou 3 017 m d’altitude dans les Alpes de Stubai, à la frontière entre l'Autriche et l'Italie.